# 목우유마

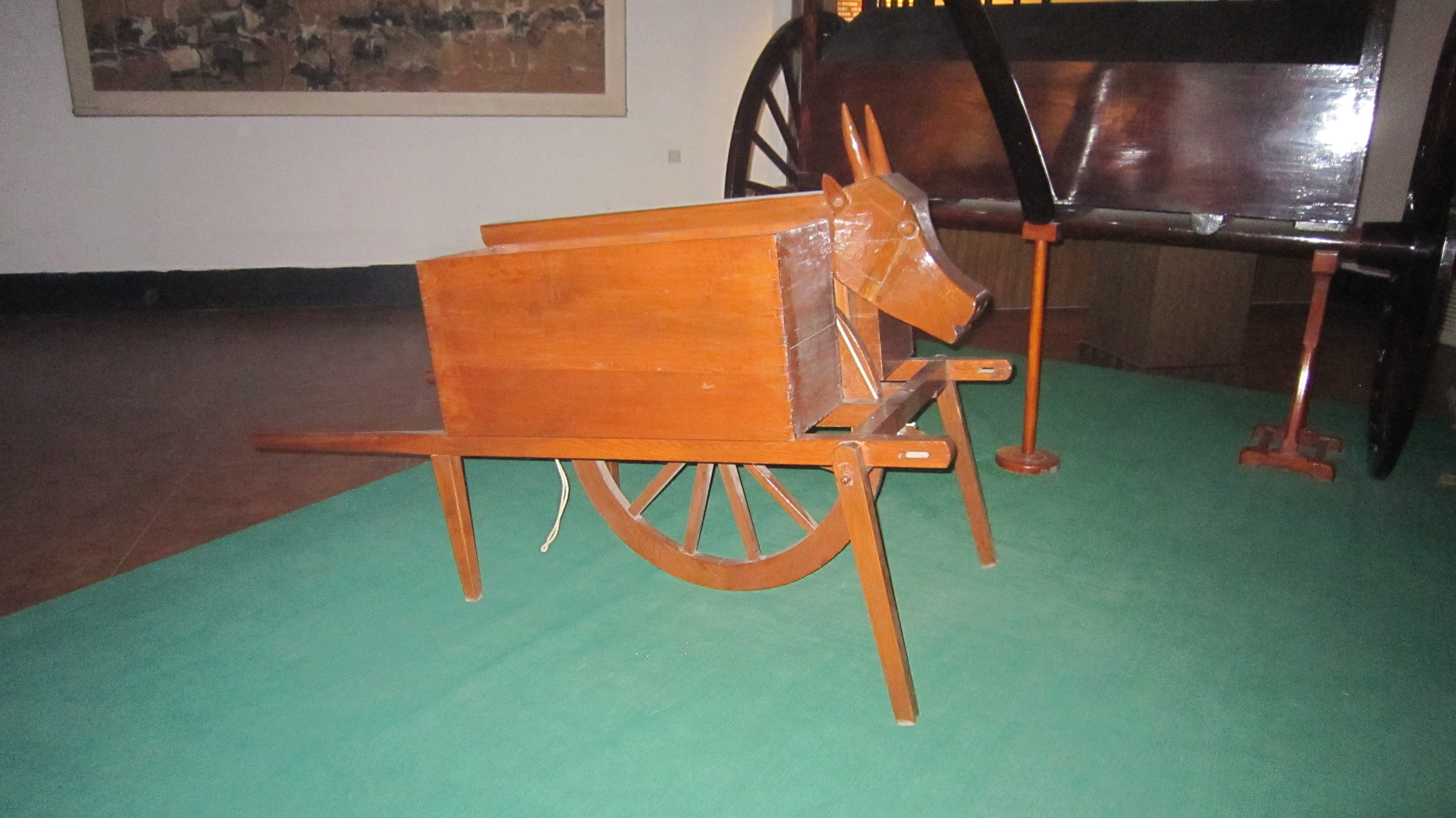
산둥성 쯔보 시에 전시된 목우유마의 모형.

목우유마 (木牛流馬)는 중국 삼국 시대 촉한(蜀漢)의 승상(丞相)인 제갈량(諸葛亮)과 포원(蒲元)이 발명한 운송용 도구이며, 목우(木牛)와 유마(流馬)로 구분되어 있다. 제갈량의 북벌이 진행되는 시기인 건흥(建興) 9년(231년)에서 건흥 12년(234년)까지 사용되었으며, 촉한의 군사들에게 식량을 공급할 목적으로 사용되었다.
한 번에 운반할 수 있는 양은 한 사람의 일년치 분의 식량인 약 4백 근 이상이며, 하루에 개인으로는 수십 리, 무리지어서는 20리 정도를 이동할 수 있었다고 한다. 또한, 적이 목우유마를 탈취해 사용하는 것을 방지하기 위한 장치가 내재되어 있다고 알려져 있다.
현재는 구체적인 형상이나 작동 원리에 대해 전해지지 않으며, 남아있는 기록을 바탕으로 학자들마다 다른 해석을 내놓고 있다.
일설에 의하면 제갈량의 부인인 황부인(黃夫人)이 목우유마의 제작에 관여했다고 하며, 기원전 206년에 제작된 것으로 추정되는 목우유마와 유사한 기구를 사용하는 사람이 새겨진 석제 조각품이 발견되었다.

## 같이 보기
- 제갈량

## 참고 문헌
- 《삼국지주(三國志註)》 《제갈량집(諸葛亮集)》
- 《삼국지(三國志)》 《후주전(後主傳)》
- 《남제서(南齊書)》 《조충지전(祖沖之傳)》
- 《사물기원(事物纪原)》
- 《후산총담(後山叢談)》
- 《송사(宋史)》